# Стимфал
Стимфал (грч. Στύμφαλος) је у грчкој митологији био аркадијски краљ, епонимни херој истоименог града и извора на Пелопонезу.

## Митологија
Био је син Елата и Лаодике. Као његова деца се помињу Агамед, Гортиј, Агелај и Партенопа. Његову земљу је напао Пелоп, али се Стимфал толико храбро бранио, да је Пелоп увидео да не може да га победи. Зато га је позвао на преговоре, на које се Стимфал и одазвао, што је Пелоп искористио да га убије. То је био разлог да завладају суша и глад у целој Грчкој, које је прекинуо Еак умоливши свог оца Зевса да донесе кишу.

## Друге личности
Аполодор га наводи као једног од Ликаонида, Ликаоновог сина.